# Puzur-Nirah
Puzur-Nirah – według Sumeryjskiej listy królów czwarty władca należący do dynastii z Akszak. Dotyczący go fragment brzmi następująco:
„Puzur-Nirah (z Akszak) panował przez 20 lat”.